# Uropyxis amorphae
Uropyxis amorphae är en svampart som först beskrevs av Moses Ashley Curtis, och fick sitt nu gällande namn av Joseph Schröter 1875. Uropyxis amorphae ingår i släktet Uropyxis, och familjen Uropyxidaceae. Inga underarter finns listade i Catalogue of Life.